# Apocephalus concisus
Apocephalus concisus är en tvåvingeart som beskrevs av Brown 2002. Apocephalus concisus ingår i släktet Apocephalus och familjen puckelflugor.
Artens utbredningsområde är Florida. Inga underarter finns listade i Catalogue of Life.